# Lammassaari (ö i Södra Savolax, S:t Michel, lat 61,47, long 27,92)
Lammassaari är en ö i Finland. Den ligger i sjön Saimen och i kommunen Puumala i den ekonomiska regionen  S:t Michel och landskapet Södra Savolax, i den södra delen av landet, 210 km nordost om huvudstaden Helsingfors. Öns area är 69,5 hektar och dess största längd är 1,5 kilometer i öst-västlig riktning.